# Konfederacja Związków Zawodowych Republiki Słowackiej
Konfederacja Związków Zawodowych Republiki Słowackiej (słow. Konfederácia odborových zväzov Slovenskej republiky, KOZ SR) – największa centrala związkowa działająca w Słowacji. W 2022 zrzeszała ok. 220 000 osób.   
KOZ SR jest członkiem Międzynarodowej Konfederacji Związków Zawodowych (ITUC) oraz Europejskiej Konfederacji Związków Zawodowych (ETUC).   

## Historia
3 marca, odbył się w Pradze zjazd założycielski, który rozwiązał Rewolucyjny Ruch Związków Zawodowych i założył Czechosłowacką Konfederację Związków Zawodowych (KOZ SR działała w nim aż do zjazdu transformacyjnego w 1993, kiedy to doszło do rozpadu Czeskiej i Słowackiej Republiki Federacyjnej).
KOZ SR została formalnie utworzona 10 kwietnia 1990 wraz z podpisaniem Statutu Konfederacji Związków Zawodowych Republiki Słowackiej przez ustawowych przedstawicieli poszczególnych związków zawodowych.
W okresie rządów premiera Mikuláša Dzurindy KOZ osłabł, co doprowadziło do porozumienia centrali związkowej z lewicową partią SMER w 2006. W efekcie, po zwycięstwie wyborczym SMER w 2006 KOZ ponownie stał się bardziej widoczny.